# Norwich (Connecticut)
Norwich é uma cidade localizada no estado americano de Connecticut, no condado de New London.

## Demografia
Segundo o censo americano de 2000, a sua população era de 36.117 habitantes. Em 2006, foi estimada uma população de 36.324, um aumento de 207 (0.6%).

## Geografia
De acordo com o United States Census Bureau tem uma área de 76,4 km², dos quais 73,4 km² cobertos por terra e 3,0 km² cobertos por água. Norwich localiza-se a aproximadamente 25 m acima do nível do mar.

## Localidades na vizinhança
O diagrama seguinte representa as localidades num raio de 24 km ao redor de Norwich.